# Katalogisering
Katalogisering kan betyde både det at udarbejde en bibliografisk beskrivelse af materialer (indsætte emner i et katalog) og selve den bibligrafiske beskrivelse. 
En katalogisering er såvel en fysisk, som en emnemæssig beskrivelse, der skal være detaljeret nok til at det enkelte materiale skal kunne identificeres i forhold til lignende materialer. En bibliografisk beskrivelse kan dække alle typer af objekter fra bøger, tidsskrifter, musik, film til bygninger, rytterstatuer – ja selv søm og skruer.
I det danske biblioteksvæsen har man et sæt fælles katalogiseringsregler for bibliografiske data, som er bygget på de amerikanske katalogiseringsregler AACR2.
Det består af 3 trin: 
- Ordningselementer for et værk, f.eks. titel, forfatter mv.
- Bibliografisk beskrivelse, f.eks. titel / forfatter . – by : forlag, udgivelsesår mv. (se også ISBD)
- Sortering eller alfabetisering af ordningselementer fra trin 1

Til brug for bibliotekssystem kodes data i et særligt format kaldet danMARC2.